# Камень-Краєнський (гміна)
Гміна Камень-Краєнський (пол. Gmina Kamień Krajeński) — місько-сільська гміна у північній Польщі. Належить до Семполенського повіту Куявсько-Поморського воєводства.
Станом на 31 грудня 2011 у гміні проживало 7031 особа.

## Площа
Згідно з даними за 2007 рік площа гміни становила 163.21 км², у тому числі:
- орні землі: 69.00%
- ліси: 21.00%

Таким чином, площа гміни становить 20.64% площі повіту.

## Населення
Станом на 31 грудня 2011:
| Опис     | Загалом | Загалом | Чоловіки | Чоловіки | Жінки | Жінки |
| -------- | ------- | ------- | -------- | -------- | ----- | ----- |
| одиниця  | осіб    | %       | осіб     | %        | осіб  | %     |
| все      | 7031    | 100     | 3567     | 50.73    | 3464  | 49.27 |
| міське   | 2361    | 100     | 1150     | 48.71    | 1211  | 51.29 |
| сільське | 4670    | 100     | 2417     | 51.76    | 2253  | 48.24 |

## Сусідні гміни
Гміна Камень-Краєнський межує з такими гмінами: Хойніце, Члухув, Дебжно, Кенсово, Семпульно-Краєнське.